# 5899 Jedicke
5899 Jedicke è un asteroide della fascia principale. Scoperto nel 1986, presenta un'orbita caratterizzata da un semiasse maggiore pari a 1,9289155 au e da un'eccentricità di 0,1166631, inclinata di 24,00822° rispetto all'eclittica.
L'asteroide è dedicato ai fratelli Peter, Robert e June Jedicke.